# Zaspa-Młyniec
Zaspa-Młyniec (in tedesco: Saspe) è una frazione di Danzica, situata nella parte nord-occidentale della città.